# فكتور أنطونوف
فكتور أنطونوف (بالبلغارية: Виктор Антонов) (بالفرنسية: Viktor Antonov) هو مصمم ومؤلف ورسام بلغاري وفرنسي، ولد في 1972 في صوفيا في بلغاريا.